# Robert Giertsen
Robert Roach Giertsen (Bergen, 24 agosto 1894 – Bergen, 27 ottobre 1978) è stato un velista norvegese, vincitore della medaglia d'oro classe 10 metri (regole 1919) ai Giochi olimpici di Anversa 1920 a bordo di Mosk II.

## Palmarès
- Giochi olimpici

Anversa 1920: oro nella classe 10 metri (regole 1919).